# BioMEMS
BioMEMSとはライフサイエンス分野で使用されるMEMS。

## 概要
従来のMEMSは加速度センサやジャイロセンサ等、主にスマートフォンやマルチコプター等に使用されていたが、2010年代以降、徐々にそれらの市場は一巡した感があり、飽和しつつあり、新たな応用例の開拓が求められている。新たなMEMSの用途としてライフサイエンス分野が注目されており、従来の固定式の分析装置による血液検査や抗体検査等を代替することを視野に入れて開発が進められる。従来の固定式の分析装置がBioMEMSにより小型化されればウェアラブル化も可能になるため、慢性性疾患の患者のクオリティ・オブ・ライフ(QOL)の向上が期待される。micro-TASやLab-on-a-chipもBioMEMSの範疇に含まれる。

## 用途
- 血液検査
- 抗体検査
- リキッドバイオプシー
- ドラッグデリバリーシステム

## 文献
- Au, Anthony K.; Lai, Hoyin; Utela, Ben R.; Folch, Albert (20 March 2011). “Microvalves and micropumps for BioMEMS”. Micromachines 2 (2):  179-220. doi:10.3390/mi2020179. ISSN 2072-666X. OCLC 753112562.